# In-Quest
In-Quest ist eine belgische Progressive-Death-Metal-Band aus Turnhout, die im Jahr 1992 unter dem Namen System Shit gegründet wurde.

## Geschichte
Die Band wurde 1992 unter dem Namen System Shit gegründet und es folgte die Veröffentlichung von drei Demos. Im Jahr 1994 benannte sich die Band in In-Quest um und bestand aus Sänger N.G., Gitarrist Wim Roelants, Bassist Manu Van Tichelen und Schlagzeuger Gert Monden. Im Jahr 1997 wurde das Debütalbum Extrusion: Battlehymns veröffentlicht. Zwei Jahre später kam Jan Geenen als zweiter Gitarrist zur Band und die Veröffentlichung des zweiten Albums Operation: Citadel folgte. Nach der Veröffentlichung verließ Bassist Van Tichelen die Band und wurde durch Douglas Verhoeven ersetzt. Sänger N.G. verließ kurz darauf ebenfalls die Band. Drei Jahre später folgte die EP Destination: Pyroclasm, wobei Sven De Caluwé (Aborted) nun als Sänger zu hören war. Nachdem ein Jahr später das Album Epileptic erschienen war, verließ De Caluwé die Band wieder. Auf dem Album war mit dem Lied In for the Kill eine Coverversion des Liedes von Pro-Pain enthalten. Nachdem Sänger Mike Löfberg zur Band gekommen war, folgte im Dezember 2004 eine Tour durch Europa zusammen mit Fear Factory und Mnemic. Danach verließ Bassist Manu Schluss die Band und wurde durch Joel De Coster ersetzt. Mitte Juni 2005 folgte das nächste Album The Comatose Quandaries. Im Jahr 2009 folgte das nächste Album Made Out of Negative Matter.

## Stil
Die Band spielt progressiven Death Metal, der viele Einflüsse vereint. Die Gitarren erinnern dabei besonders an Mastodon. Die Musik lässt sich mit den Werken von Meshuggah und Textures vergleichen.

## Diskografie
als System Shit
- 1992: Decapitated by... (Demo, Eigenveröffentlichung)
- 1993: Bultrot (Demo, Eigenveröffentlichung)
- 1993: Rising Nation / System Shit (Split mit Rising Nation, Grinding Madness Records)
- 1994: Windquest (Demo, Eigenveröffentlichung)

als In-Quest
- 1995: Xylad Valox (Demo, Eigenveröffentlichung)
- 1995: In-Quest / Sarcastic Terror (Split mit Sarcastic Teror, Dark Side Records)
- 1997: Extrusion: Battlehymns (Album, Teutonic Existence Records)
- 1999: Operation: Citadel (Album, Shiver Records)
- 2003: Destination: Pyroclasm (EP, Soulreaper Records)
- 2004: Epileptic (Album, Soulreaper Records)
- 2005: The Comatose Quandaries (Album, Dockyard 1)
- 2009: Made Out of Negative Matter (Album, Eigenveröffentlichung)
- 2010: The Liquidation Files (EP, Eigenveröffentlichung)